# فرضیه سانسور کیهانی
فرضیه‌های سانسور کیهانی (یا فرضیهٔ مراقبت کیهانی) (به انگلیسی: Cosmic censorship hypothesis) قوی و ضعیف دو حدس ریاضی در مورد ساختار تکینگی‌های برخاسته از نسبیت عام هستند. تکینگی‌هایی که در پاسخ‌های معادلات میدان اینشتین رخ می‌دهند عموماً در درون افق‌های رویداد مخفی شده‌اند و در نتیجه از سایر نقاط فضازمان قابل مشاهده نیستند. تکینگی‌هایی که به این صورت پوشیده نباشند، برهنه نامیده می‌شوند. فرض ضعیف سانسور کیهانی حدس می‌زند که هیچ تکینگی برهنه‌ای به جز مهبانگ در جهان وجود ندارد. این فرضیه توسط راجر پنروز در سال ۱۹۶۹ مطرح گردید.

## فرضیه‌های ضعیف و قوی سانسور کیهانی
- فرض ضعیف سانسور کیهانی بیان می‌کند که هیچ تکینگی از آیندهٔ بی‌نهایت پوچ قابل مشاهده نیست. به بیان دیگر تکینگی‌ها باید از ناظر در بی‌نهایت توسط افق رویداد یک سیاهچاله پوشیده شوند.
- فرض قوی سانسور کیهانی ادعا می‌کند که به‌طور کلی نسبیت عام مانند مکانیک کلاسیک یک نظریهٔ قطعیت‌گراست. به بیان دیگر سرنوشت همهٔ ناظرها باید با استفاده از داده‌های اولیه با قطعیت قابل تعیین باشد.

این دو فرضیه از نظر ریاضی مستقل هستند، یعنی فضازمان‌هایی وجود دارند که مثلاً فرض ضعیف سانسور کیهانی برقرار است اما فرض قوی نقض می‌شود یا بالعکس.